# Emma Bernard
 (août 2024).
Si vous disposez d'ouvrages ou d'articles de référence ou si vous connaissez des sites web de qualité traitant du thème abordé ici, merci de compléter l'article en donnant les références utiles à sa vérifiabilité et en les liant à la section « Notes et références ».
Emma Bernard (née le 27 juin 1994 à Annonay) est une snowboardeuse française, licenciée au club des Menuires. Après avoir pratiqué toutes les disciplines – snowboardcross, half-pipe, slopestyle –, elle s'est maintenant spécialisée en freestyle et a fait du halfpipe sa discipline de prédilection. Étant donné son jeune âge, elle n'a encore jamais pris part aux Jeux olympiques et aux Championnats du Monde (seniors). Elle a signé son premier podium en Coupe du monde le 17 décembre 2011. 

## Biographie
Emma Bernard a participé à deux reprises aux championnats du monde juniors dans l'épreuve du halfpipe. Après une quatorzième place en 2009 à Nagano, elle termine cinquième en 2011 à Valmalenco. En mars 2010, elle participe à ses premières épreuves de Coupe du monde. Elle fait son premier top 10 en coupe du monde en prenant la septième place du halfpipe de Bardonnèche en mars 2011 après avoir remporté le classement général de la Coupe d'Europe (antichambre de la coupe du monde). Elle monte pour la première fois sur un podium en Coupe du Monde le 17 décembre 2011 à Ruka en Finlande. 
Fin mars 2012, en Sierra Nevada (Espagne), elle est sacrée vice-championne du monde juniors, toujours en halfpipe. Elle clôt sa saison par une belle troisième place au classement général de la Coupe du monde de halfpipe 2012.
L'année d'après, en 2013, elle fait encore mieux et est sacrée Championne du monde juniors à Erzurum (Turquie), puis se classe 9e en Coupe du Monde en Sierra Nevada (Espagne) pour terminer la saison sur une belle note.
Après une blessure à l'épaule à la fin de l'automne 2013, son hiver ne fut pas un des meilleurs. Elle parvient tout de même à remporter une médaille d'argent aux Championnats du monde juniors à Valmalenco (Italie), en boardercross par équipe, discipline qu'elle n'avait pas pratiqué depuis ses quatorze ans. 

### Coupe du monde
- Meilleur classement en half-pipe : 3e en 2012.
- Meilleur résultat individuel en carrière : 2e place.
- 1 podium individuel.

 Dernière mise à jour le 8 janvier 2012 